# Шухова Елеонора Василівна
Шухова Елеонора Василівна (7 квітня 1931, с. Гнівань) — український педагог вищої школи, кандидат педагогічних наук, доцент, старший науковий співробітник лабораторії хімічної та біологічної освіти Інституту педагогіки Академії педагогічних наук України.

## Біографія
Народилась Елеонора Василівна в селі Гнівань Тиврівського району Вінницької області України в родині педагогів. Закінчила Київський державний педагогічний інститут, вступила до аспірантури Українського науково-дослідного інституту педагогіки. По закінченні працювала в школі, Сумському та Харківському педагогічних інститутах.

## Наукові праці
Наукові здобутки спрямовані на розробку методики викладання біології в школі. Елеонора Василівна Шухова є автором 150 наукових праць. Однією з найвідоміших праць Елеонори Василівни в царині викладання біології в школі є «Хрестоматія із зоології», написана нею у співавторстві з Охріменко Антоном Михайловичем 1978 року.
- (рос.) Вопросы животноводства в курсе зоологии. — К.: Радянська школа, 1958.
- (рос.) Практические занятия по зоологии на учебно-опытном участке и в колхозе. — К.: Радянська школа, 1959.
- (рос.) Связь преподавания зоологии с сельским хозяйством. — К.: Радянська школа, 1962.
- (рос.) Качество и пути улучшения знаний и умений по биологии учащихся восьмилетней школы. — К.: Радянська школа, 1966.
- (рос.) Преподавание биологии в школах рабочей и сельской молодежи. — К.: Радянська школа, 1969.
- (рос.) Хрестоматия: Общая биология. — К.: Радянська школа, 1978.
- Лабораторні заняття з зоології: Посібник для вчителів. — К.: Радянська школа, 1978. — 112 с.
- (рос.) Методика обучения зоологии. — 2-е изд. / Э. В. Шухова и др. — М.: Просвещение, 1979.
- Форми і методи перевірки знань учнів з біології / Е. В. Шухова та ін. — К.: Радянська школа, 1980. — 145 с.
- Задачі і вправи з біології / Е. В. Шухова та ін. — К.: Радянська школа, 1981. — 103 с.
- Планування навчально-виховного процесу на уроках біології. — К.: Радянська школа, 1988.
- Планування навчально-виховного процесу на уроках біології: Посібник для вчителя / E. B. Шухова та ін. — К. : Радянська школа, 1991. — 336 с.
- Лабораторний практикум для шкіл з поглибленим вивченням біології / Е. В. Шухова та ін. — К. : Освіта, 1992. — 237 с.
- Дидактичний матеріал з курсу біології. — K.: Мапа, 1998.